# Alsasua
Alsasua (cooficialmente en euskera: Altsasu) es una villa y municipio español de la Comunidad Foral de Navarra, situado en la merindad de Pamplona, la comarca de la Barranca y el valle de la Burunda. Su población en 2017 era de 7710 habitantes (INE).

## Toponimia
Existe una leyenda recogida por Javier Goicoechea de Urdiain que cuenta el origen del nombre de Alsasua. Según Goicoechea, la abundancia en los ríos y arroyos del valle de la Burunda de alisos hizo que una pequeña aldea del valle quedara bautizado con el nombre de Altsa, que significa El Aliso en lengua vasca. Un año ese pueblo se quemó completamente y de sus cenizas surgió una nueva población, que vino a añadir al nombre de Altsa la palabra sua (el fuego o el incendio en lengua vasca). Ese pueblo sería Alsasua, cuyo nombre significaría por tanto el incendio del aliso (según Goicoechea el Sauce Quemado).
Existe cierta unanimidad en considerar que el nombre del pueblo proviene de la palabra en lengua vasca haltza (que significa aliso). En general los filólogos creen que el nombre del pueblo es un fitónimo que significa simplemente La Aliseda y que está formado por la palabra haltza y el sufijo abundancial -zu.
En textos medievales aparece mencionada como Alssaltssu y Alsassua. Desde antiguo el nombre sufrió una evolución fonética que convirtió (h) altzazu en altsasu. El nombre en castellano no hace más que añadir una -a final, que tiene el valor de artículo en euskera y transcribe el fonema ts como s. Tradicionalmente el nombre del pueblo se ha escrito Alsasua, aunque la población vascoparlante la llama Altsasu. Desde 2009 ambos nombres son cooficiales.

## Geografía
Está integrado en la comarca de La Barranca, situándose a 50 kilómetros de la capital navarra. El término municipal está atravesado por la autovía del Norte A-1 entre los pK 398-402 y 404-405 así como por la autovía de La Barranca A-10 que permite una conexión rápida por autovía con Pamplona.
Su término municipal limita al norte con el municipio guipuzcoano de Ataun, al este con Urdiáin, al sur con la sierra de Urbasa y al oeste con Olazagutía y los montes de Alzania.
| Noroeste: Parzonería menor de Guipúzcoa | Norte: Ataun (Guipúzcoa)         | Nordeste: Urdiáin |
| Oeste: Olazagutía                       |                                  | Este: Urdiáin     |
| Suroeste: Olazagutía                    | Sur: Parque Natural Urbasa-Andía | Sureste: Urdiáin  |

### Relieve
El relieve del municipio está configurado por el valle de La Burunda formado por el río Araquil y las montañas que lo circundan: por el norte la sierra de Altzania (perteneciente a la sierra de Aralar) y por el sur la sierra de Urbasa. Por el oeste del municipio desciende el río Altzania rodeado de montañas, procedente de la sierra del mismo nombre hacia el río Araquil. El punto más elevado del territorio es el pico Urbasa en la sierra del mismo nombre (1153 m). Las elevaciones del norte alcanzan su punto máximo en el pico Balankaleku (984 m), en el límite provincial con Guipúzcoa. El pueblo se alza a 526 m sobre el nivel del mar en la margen izquierda del río Araquil. El punto de menor altitud del municipio se alcanza en la ribera del río a 509 m.

### Barrios
Dentro de la localidad se distinguen los siguientes barrios: San Juan, Txunkai o de la Estación, Zelai, Zuntaipe, Baikolar, Santa Cruz, Solana, Intxostia, Venta de Abajo, Ameztia.

## Historia

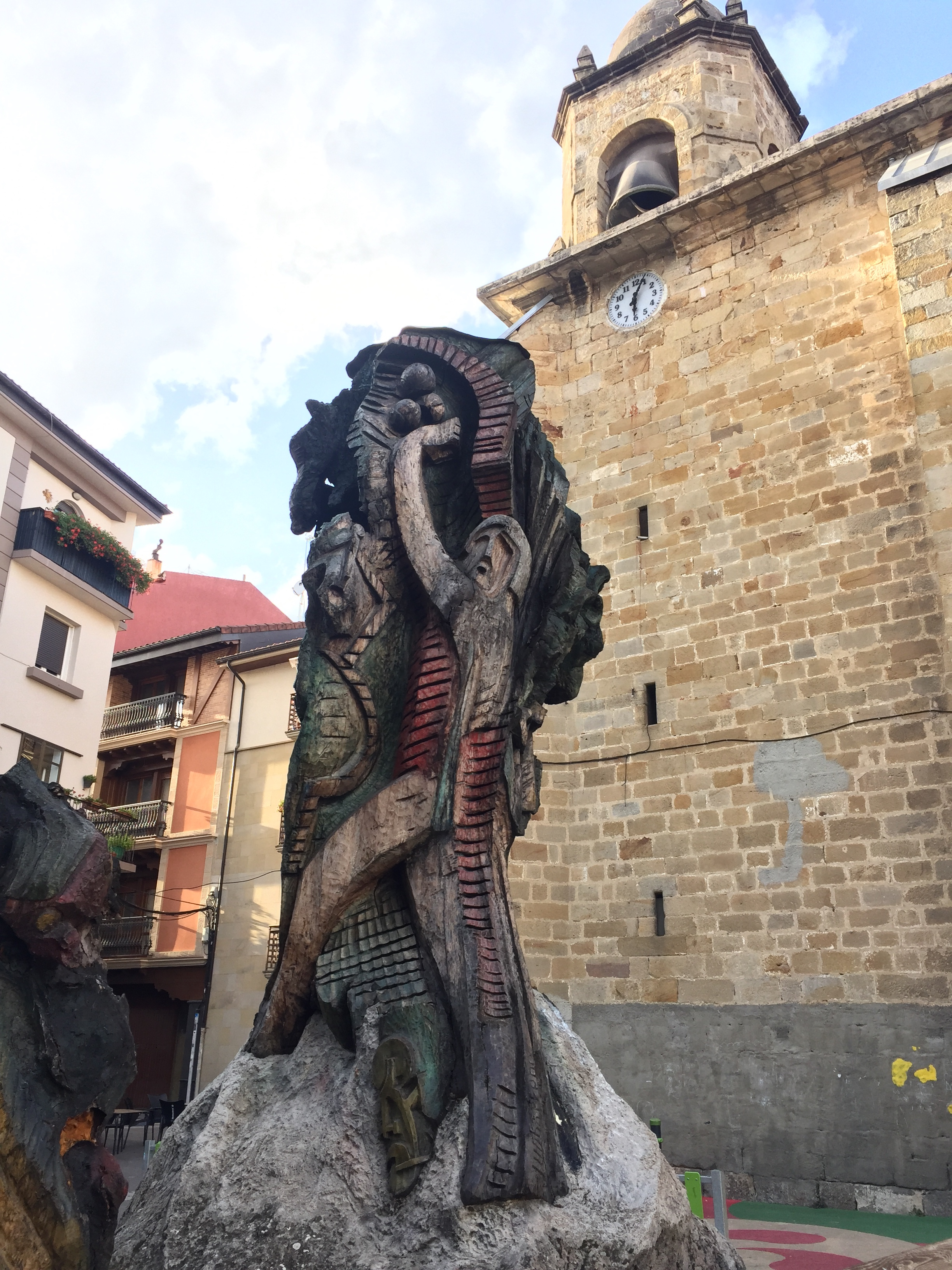
'El nogal de Alsasua: raíces alsasuarras', talla escultórica en la Plaza de los Fueros

Se puede deducir que Alsasua estuvo poblada desde muy antiguo, por los numerosos hallazgos encontrados en la sierra de Urbasa, en los yacimientos de Koskobilo, Atabo y Orobe. Podemos encontrar en el sector de Altzania los dólmenes de Balankaleku y Munaan I y II, el dolmen de Saratxakolegi en el sector de Aratz-Alsasua y parte de la estación de Ataun Burunda.
La tradición cuenta que el primer rey de Navarra, García Jiménez, fue coronado en Alsasua concretamente en la ermita de San Pedro, donde hay una inscripción que recoge este dato. Aunque sin confirmar, forma parte de las leyendas y tradiciones que hay que conservar.
Con la grafía de Alssatssu y otras variantes menores consta ya en el siglo XII como uno de los lugares de la Burunda de la que no se segregó como municipio propio hasta 1846. Era villa de señorío realengo, que liquidaba su percha globalmente con la de todo el valle, como se comprueba ya en 1280. Ello supone que no había tenido efecto el proyecto de Sancho VII el Fuerte (1208) de reagrupar la población de la Burunda en un núcleo más fácilmente defendible y organizado. En la gran depresión del siglo XIV su término debió fagocitar los poblados cercanos de Angustina, Argiñano, Erkuden, Saratsua y Ulayar. Aunque no obtuvo rango de buena villa y representación en las cortes del reino, su emplazamiento la convirtió tempranamente en cabeza de valle. Los reyes Catalina y Juan III la liberaron en 1498 de la percha denominada Gallurdea.
Todavía en el siglo XVI se regía Alsasua por la junta del valle de la Burunda al que pertenecía y seguiría perteneciendo durante los tres siglos que siguieron. Hasta 1846 la junta se reunía en Batzarramendia donde estaba la desaparecida ermita de santa Engracia de Urdiain. Durante la Edad Media, los habitantes de Burunda vivían dispersos en más de veinte poblados, pero las continuas guerras, pillajes e incursiones motivaron el abandono de varios poblados y ya en el siglo XV se establecieron los seis pueblos actuales de Ziordia, Olazagutia, Alsasua, Urdiain, Iturmendi y Bakaiku.
Alsasua y el valle de la Burunda por su posición estratégica, han sido escenario de numerosas guerras, sobre todo desde finales del siglo XVIII y durante la primera mitad del XIX. Así en la guerra de la Convención (1793-1795) las tropas francesas ocuparon el norte de Navarra y saquearon Alsasua (1795).
En 1813 durante la guerra de la Independencia, Alsasua fue arrasada por los soldados franceses en retirada tras la batalla de Vitoria. En abril de 1834 presencio una importante victoria del ejército carlista, a las órdenes de Zumalacárregui. En 1863 se inauguró la estación de ferrocarril y en 1907 Alfonso XIII convirtió el lugar de Alsasua en "Muy ilustre Villa" sancionando así su rápido crecimiento demográfico e industrial.

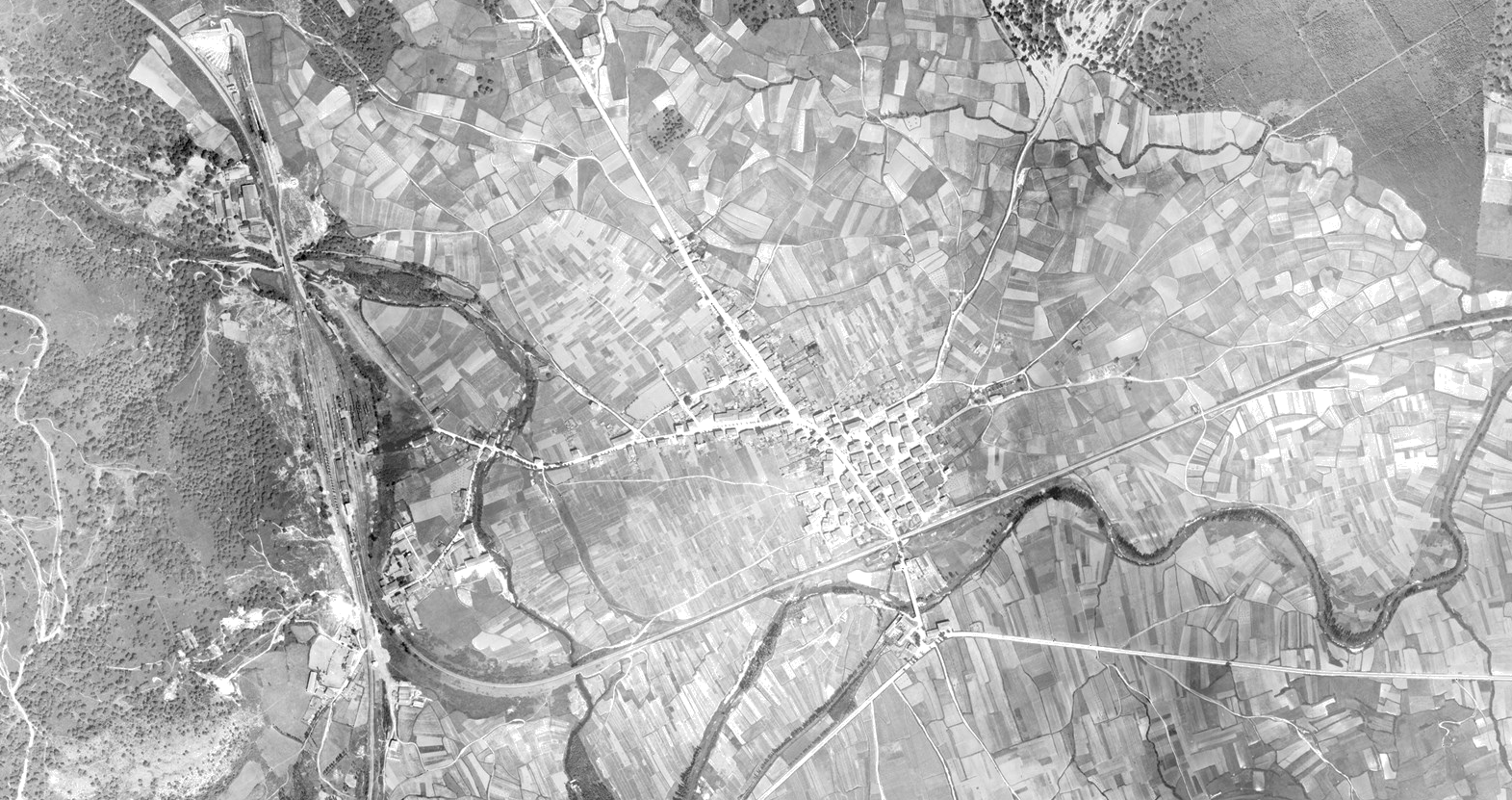
Alsasua en 1928

El 27 de marzo de 1907 le fue otorgado el título de "Muy Ilustre Villa" por el rey Alfonso XIII, se apunta, aunque no hay pruebas fehacientes, que fue por las gestiones realizadas por el Marqués de Vadillo. El 31 del mismo mes, el ayuntamiento de Alsasua presidido por el entonces alcalde Isidoro Melero, celebró el nombramiento con un pleno y diferentes festejos populares.

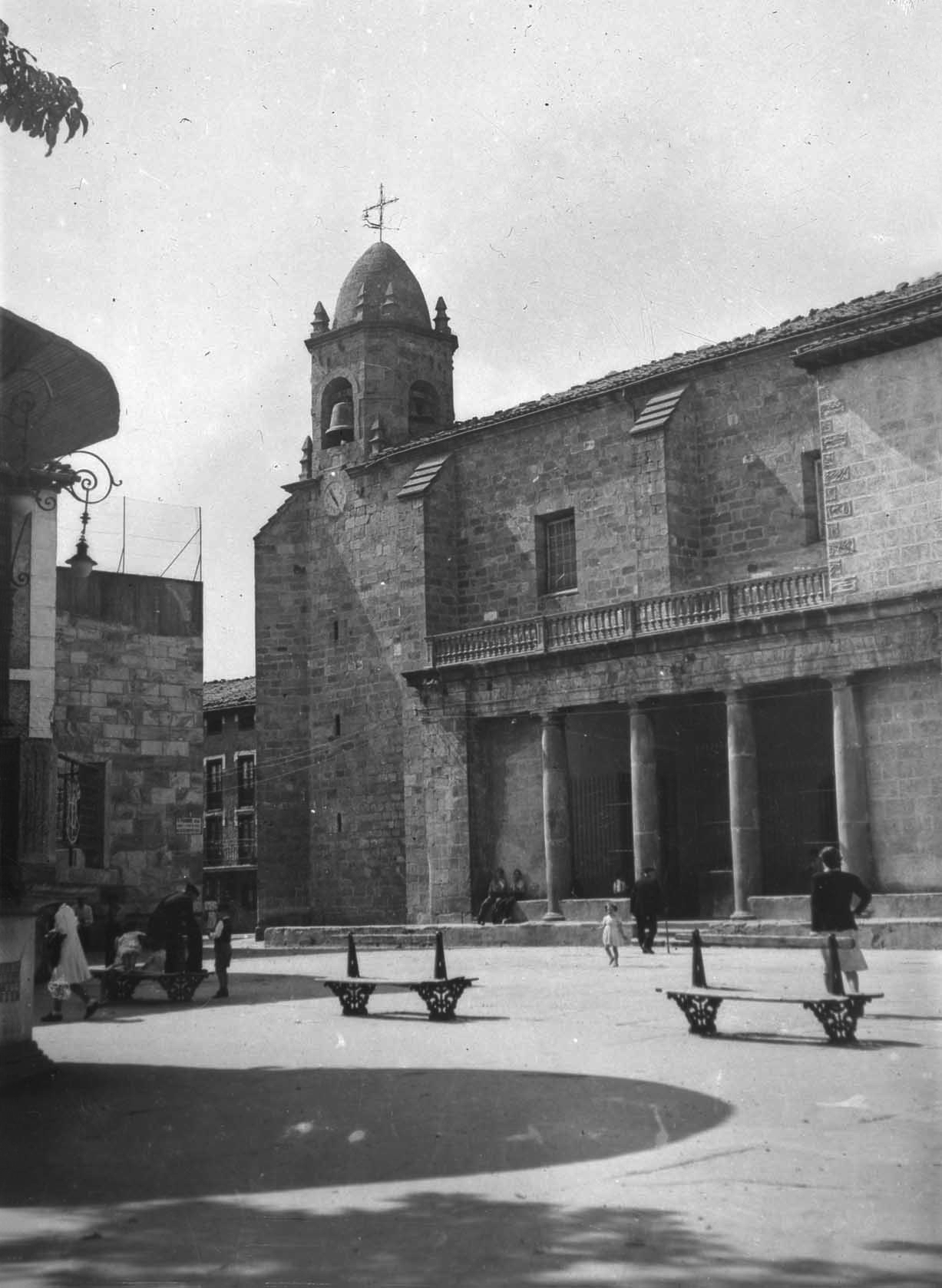
Fotografía tomada por Indalecio Ojanguren en 1942

 En la Revolución de octubre de 1934, fue una de las pocas localidades navarras que se sumaron al movimiento insurreccional socialista y donde se produjo la única víctima mortal de toda la región: el día 8 de octubre en un choque con la Guardia civil un huelguista resultó muerto. En la guerra civil española, Alsasua fue rápidamente ocupada por las tropas franquistas, que eran principalmente requetés de tierra Estella. Se desconoce el número de alsasuarras que tuvo que huir de la localidad ni el número de represaliados. (véase Víctimas de la Guerra Civil en Navarra).
En la década de los cincuenta, Alsasua experimentó un desarrollo industrial. Eso supuso un gran proceso de inmigración de personas procedentes de varios puntos de España, sobre todo de Extremadura. En consecuencia la población de Alsasua se incrementó notablemente: de los alrededor de los aproximadamente 3500 habitantes de 1950, pasó a los 7250 en 1981, estabilizándose la población a partir de esa fecha.

## Economía
Los medios de transporte han tenido una gran influencia en el desarrollo del pueblo y ha pasado en el siglo XX de ser un pueblo agrícola a ser un pueblo industrial. Gran parte de este proceso ha sido consecuencia de la llegada del ferrocarril a la localidad (en 1864), a través de la estación de Alsasua que supone la unión de la línea Madrid-Hendaya con la Castejón-Alsasua que atraviesa toda Navarra.
En Alsasua se encuentra también la factoría de Sunsundegui, empresa dedicada al carrozado de trenes y autobuses, y que da empleo directo a casi 300 personas.

## Demografía
Alsasua cuenta con una población de 7710 habitantes (INE 2024).
| Gráfica de evolución demográfica de Alsasua entre 1842 y 2021                                                       |
| |
| Población de derecho según los censos de población del INE Población de hecho según los censos de población del INE |

En la tabla se puede ver la repercusión que tuvo la llegada del ferrocarril en 1864, lo que conllevó una gran transformación de Alsasua y el inicio de la emigración.

## Administración y política

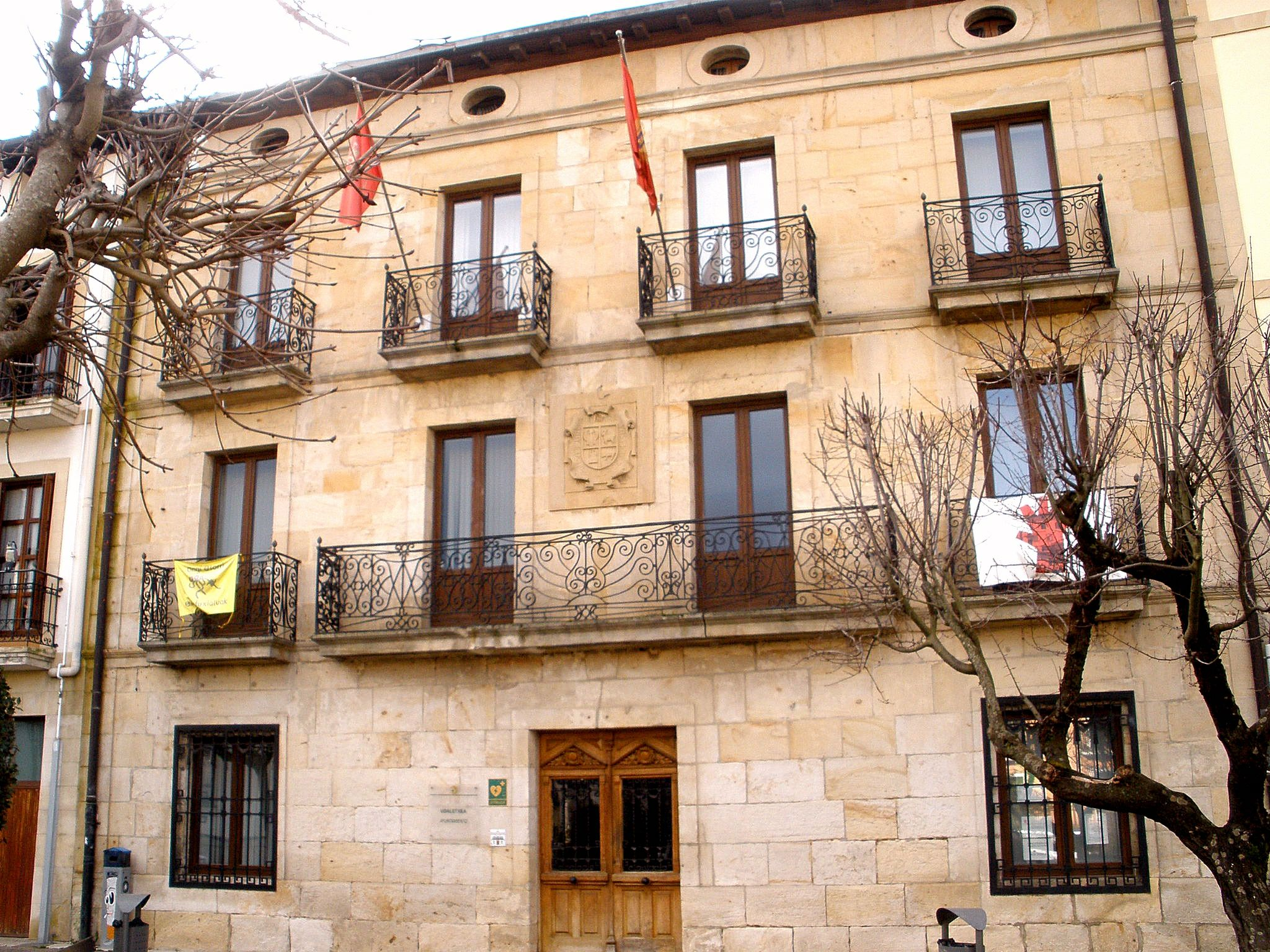
Ayuntamiento de Alsasua

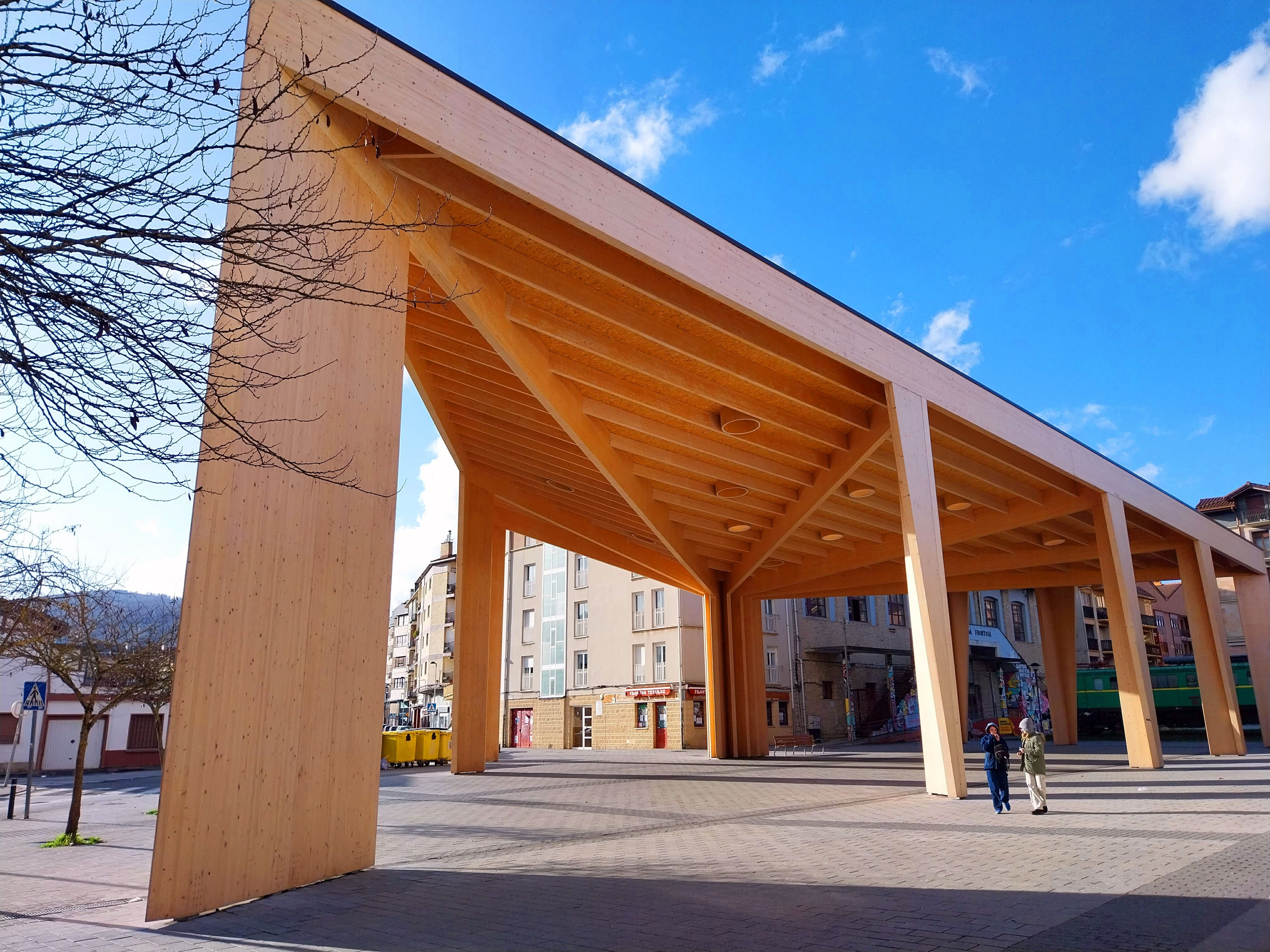
Pérgola de la Travesía del Frontón, construida en 2023

| Periodo   | Nombre                         | Partido | Partido                                                      |
| --------- | ------------------------------ | ------- | ------------------------------------------------------------ |
| 1979-1983 | Gerardo del Olmo               |         | Altsasuko Herria (AH)                                        |
| 1983-1991 | Emilio Boulandier              |         | Partido Socialista de Navarra (PSN-PSOE)                     |
| 1991-1995 | José Manuel Goikoetxea         |         | Euzko Alderdi Jeltzalea-Partido Nacionalista Vasco (EAJ-PNV) |
| 1995-1999 | José Ángel Aguirrebengoa       |         | Euzko Alderdi Jeltzalea-Partido Nacionalista Vasco (EAJ-PNV) |
| 1999-2003 | Camino Mendiluze               |         | Euskal Herritarrok (EH)                                      |
| 2003-2007 | Asun Fernández de Garaialde    |         | Aralar                                                       |
| 2007-2011 | Unai Hualde                    |         | Nafarroa Bai (NaBai)                                         |
| 2011-2015 | Garazi Urrestarazu Zubizarreta |         | Bildu                                                        |
| 2015-act. | Javier Ollo                    |         | Geroa Bai (GBai)                                             |

| Partido político | Partido político                                            | 2019               | 2019               | 2015  | 2015       | 2011  | 2011       | 2007  | 2007       | 2003  | 2003       | 1999  | 1999       | 1995  | 1995       |
| Partido político | Partido político                                            | %                  | Concejales         | %     | Concejales | %     | Concejales | %     | Concejales | %     | Concejales | %     | Concejales | %     | Concejales |
|                  | Nafarroa Bai (NaBai)-Geroa Bai (GBai)                       | 62,46              | 10                 | 36,80 | 5          | 27,33 | 4          | 29,73 | 4          | —     | —          | —     | —          | —     | —          |
|                  | Euskal Herria Bildu (EH Bildu)-Bildu                        | 21,34              | 3                  | 21,42 | 3          | 30,70 | 4          | —     | —          | —     | —          | —     | —          | —     | —          |
|                  | Navarra Suma (NA+)                                          | 5,37               | 0                  | —     | —          | —     | —          | —     | —          | —     | —          | —     | —          | —     | —          |
|                  | Partido Socialista de Navarra (PSN-PSOE)                    | 4,73               | 0                  | 13,51 | 2          | 14,82 | 2          | 18,48 | 3          | 21,76 | 3          | 22,02 | 3          | 29,36 | 4          |
|                  | Podemos                                                     | 3,14               | 0                  | —     | —          | —     | —          | —     | —          | —     | —          | —     | —          | —     | —          |
|                  | Izquierda Unida (IU)                                        | 1,27               | 0                  | —     | —          | —     | —          | —     | —          | —     | —          | —     | —          | —     | —          |
|                  | Vox                                                         | 0,38               | 0                  | —     | —          | —     | —          | —     | —          | —     | —          | —     | —          | —     | —          |
|                  | Unión del Pueblo Navarro (UPN)                              | Navarra Suma (NA+) | Navarra Suma (NA+) | 6,57  | 1          | 7,75  | 1          | 17,25 | 2          | 19,23 | 2          | —     | —          | —     | —          |
|                  | Partido Popular (PP)                                        | Navarra Suma (NA+) | Navarra Suma (NA+) | 3,93  | 0          | 7,99  | 1          | —     | —          | —     | —          | —     | —          | —     | —          |
|                  | Goazen Altsasu (GA)                                         | —                  | —                  | 12,28 | 2          | —     | —          | —     | —          | —     | —          | —     | —          | —     | —          |
|                  | Izquierda-Ezkerra (I-E)                                     | —                  | —                  | 3,82  | 0          | 8,07  | 1          | 8,63  | 1          | 13,03 | 2          | 18,24 | 2          | 9,12  | 1          |
|                  | Eusko Abertzale Ekintza-Acción Nacionalista Vasca (EAE-ANV) | —                  | —                  | —     | —          | —     | —          | 23,52 | 3          | —     | —          | —     | —          | —     | —          |
|                  | Altasuko Taldea Taldea (ATT)                                | —                  | —                  | —     | —          | —     | —          | —     | —          | 19,31 | 3          | —     | —          | —     | —          |
|                  | Aralar                                                      | —                  | —                  | —     | —          | —     | —          | —     | —          | 19,23 | 2          | —     | —          | —     | —          |
|                  | Eusko Alkartasuna (EA)                                      | —                  | —                  | —     | —          | —     | —          | —     | —          | 6,46  | 1          | 9,03  | 1          | 6,87  | 1          |
|                  | Euskal Herritarrok (EH)                                     | —                  | —                  | —     | —          | —     | —          | —     | —          | —     | —          | 26,77 | 4          | —     | —          |
|                  | Agrupación Alsasuarra-Altsasuko Taldea (AA)                 | —                  | —                  | —     | —          | —     | —          | —     | —          | —     | —          | 21,08 | 3          | 28,03 | 4          |
|                  | Herri Batasuna (HB)                                         | —                  | —                  | —     | —          | —     | —          | —     | —          | —     | —          | —     | —          | 19,35 | 3          |
|                  | Agrupación Electoral Grupasa (AEG)                          | —                  | —                  | —     | —          | —     | —          | —     | —          | —     | —          | —     | —          | 4,92  | 0          |

## Cultura

### Patrimonio

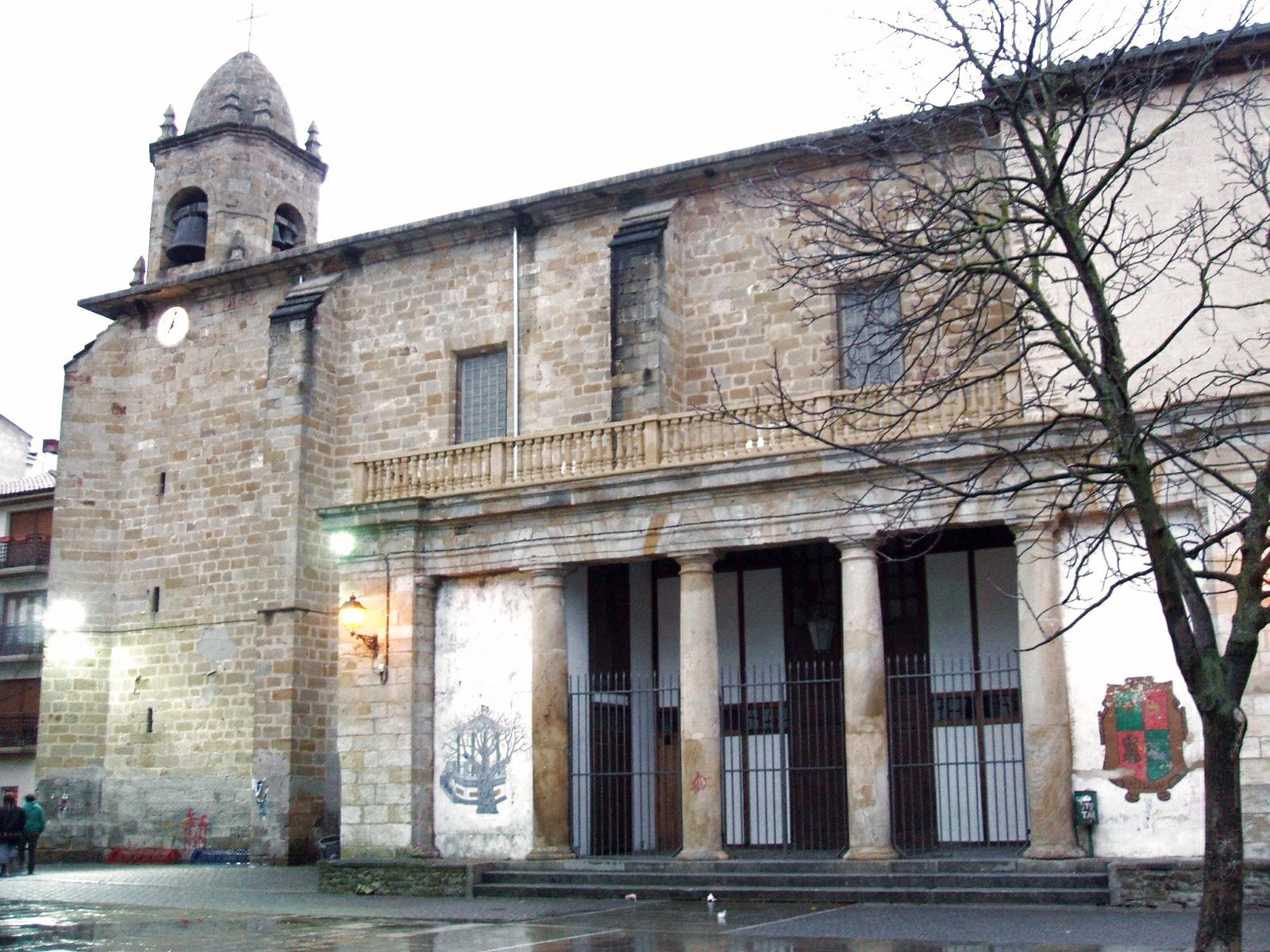
Iglesia parroquial de Nuestra Señora de la Asunción

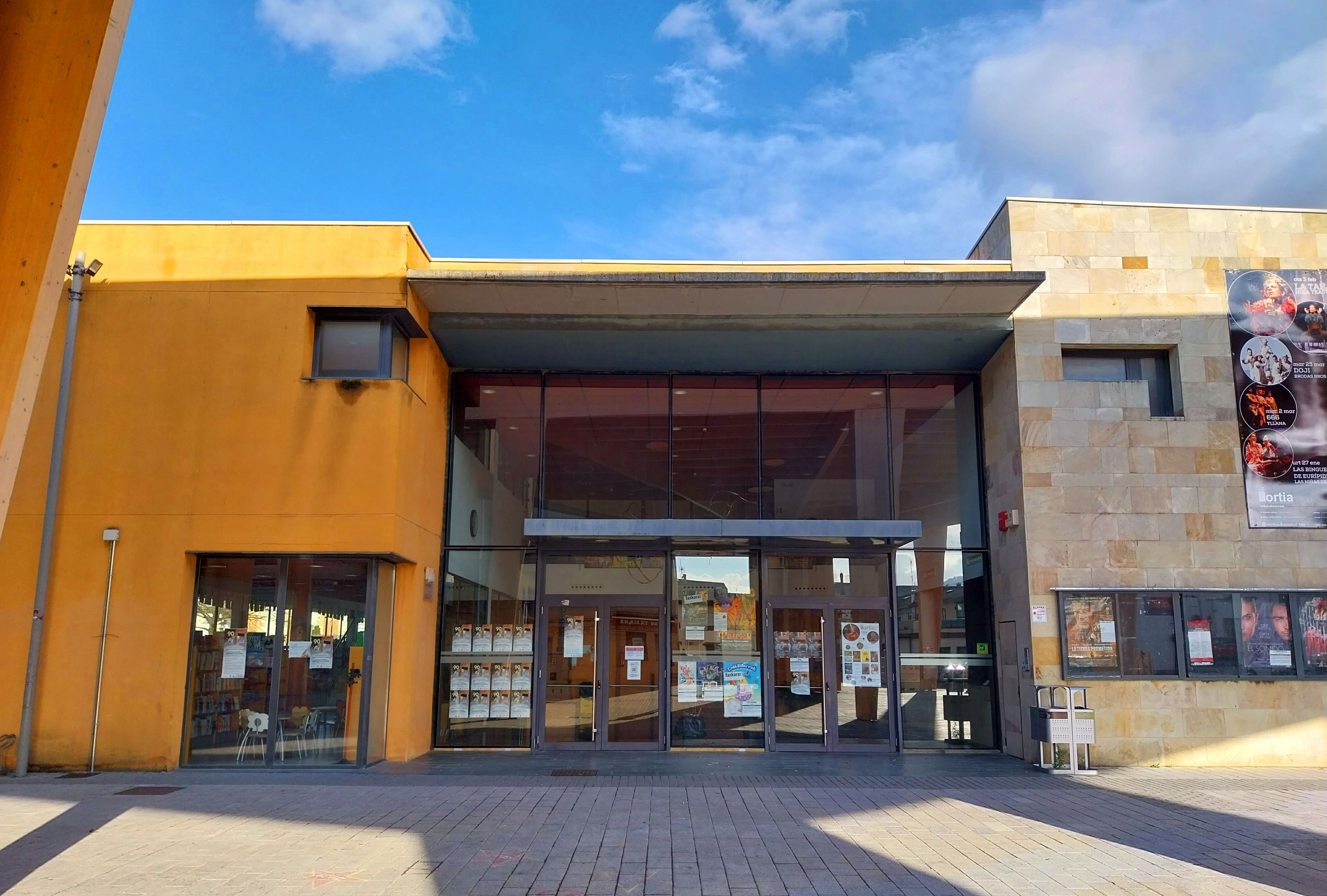
Centro Cultural IORTIA

La iglesia parroquial de Nuestra Señora de la Asunción, del siglo XVI, las ermitas de san Juan Bautista, la Virgen de Erkuden, la de san Pedro, compartida con el vecino pueblo de Urdiain donde según reza la cabecera, de dicha ermita fue supuestamente coronado el primer rey de Navarra; y la ermita en honor del Santo Cristo de Otadia a la postre, el patrón de Alsasua.
El monumento megalítico de Balankaleku, los de Munaan I y II, y el de Saratxakotegi.

### Gastronomía
La gastronomía de Alsasua es de lo más variada; además de tener productos de la zona, al estar demográficamente bien situada, tenemos al alcance de la mano productos como el pescado del cantábrico. Los productos típicos de la zona, son chistorras, queso, morcilla, carne de ternera, carne de caballo entre otros.
Las cofradías de la zona son muy importantes, y tanta es la competitividad, que cada año hacen mejor la chistorras y morcillas. En ferias del pueblo, además de ver mucho ganado, puedes encontrar todas las cosas típicas de la zona, no solo de Alsasua sino también cosas del País Vasco y Navarra. Para deleitarse de los productos, vale con "ir de potes" por los bares del pueblo y comer unos pinchos y unos vasos de vino para saborear la gastronomía de la zona.

### Deporte

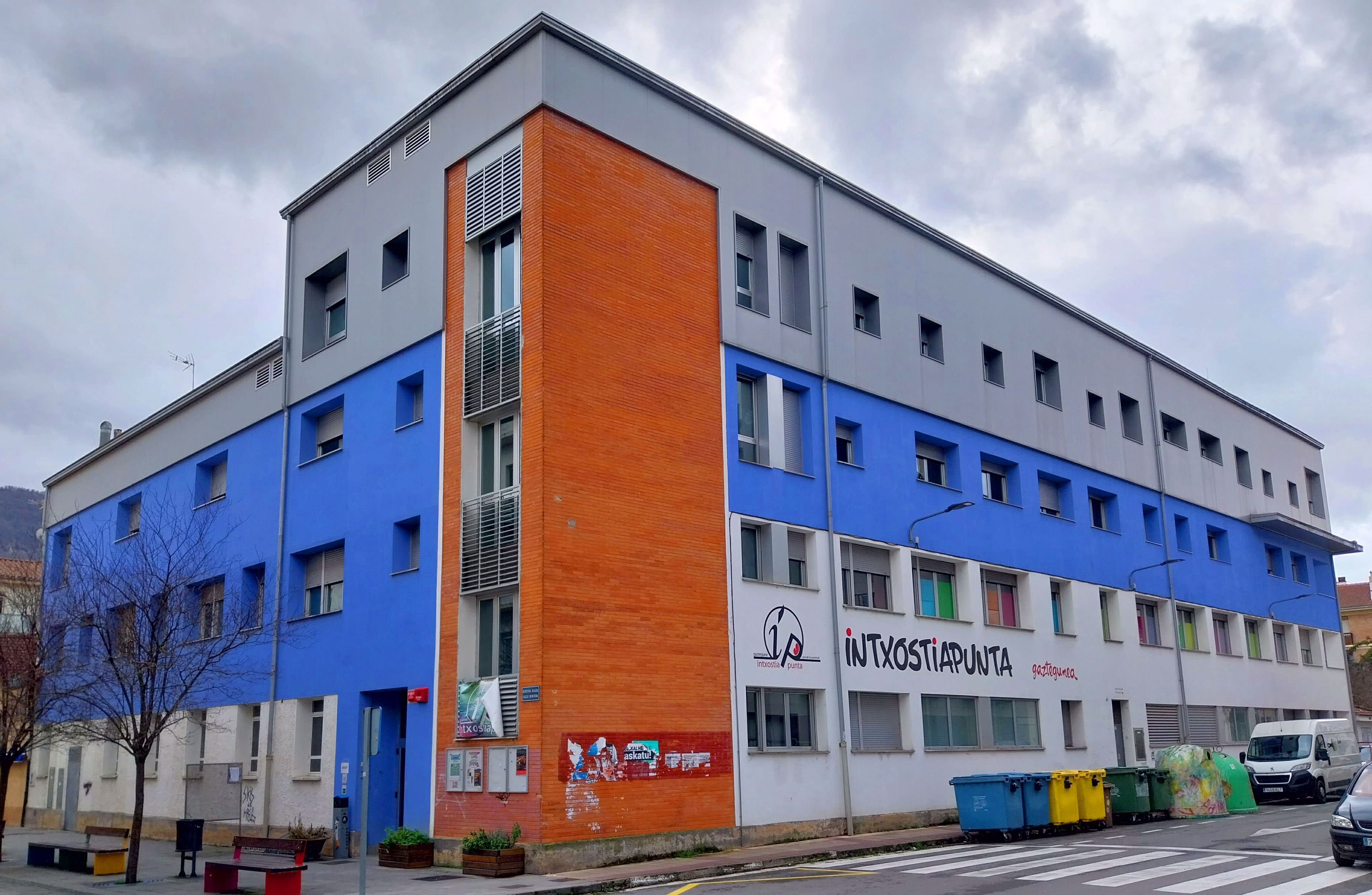
Escuela Municipal de Música y Danza de Alsasua

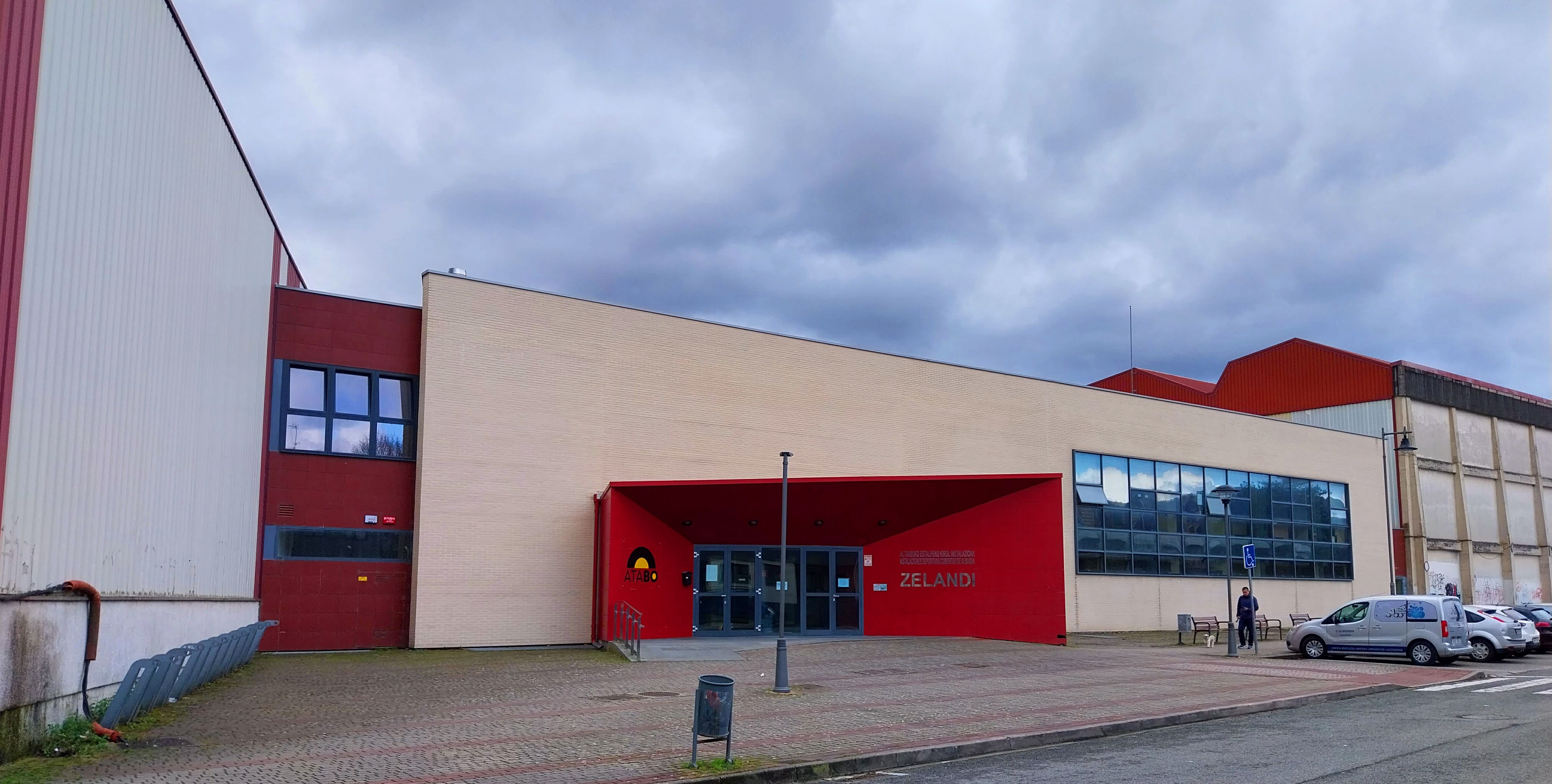
Polideportivo Zelandi

El mundo de la pelota está muy arraigado en el pueblo. Existen también varios equipos de fútbol sala y fútbol 11 desde para los más pequeños hasta Regionales. Se organiza anualmente una liguilla de fútbol sala entre los bares, en el que equipos de toda Sakana pueden inscribirse.
Últimamente el baloncesto ha vuelto a cobrar fuerza, sobre todo entre los más pequeños.
Recientemente se ha construido un gimnasio y piscina junto al frontón en el terreno de la escuela Zelandi.

#### Atletismo
En la localidad se celebra la San Silvestre de Alsasua, considerada la decana de las San Silvestres en Navarra.

#### Ciclismo
En la localidad tiene su sede el equipo ciclista Caja Rural, además de su equipo filial Club Ciclista Burunda, con más de veinticinco años de antigüedad, que ha dado paso a ciclistas profesionales como Jorge Azanza, natural de Alsasua y actual ciclista de Euskaltel-Euskadi.

#### Patinaje de velocidad
Alsasua tiene un equipo de patinaje de velocidad en conjunto con otros grupos de la Barranca denominado Sakana Irristaketa. Diversos patinadores de este club han participado en campeonatos de España obteniendo buenos resultados. La falta de una pista de patinaje o, en general, de un lugar apropiado para la práctica de este deporte impide que los deportistas puedan mejorar su nivel y muchos se ven obligados a emigrar a otros clubes de Pamplona.

### Fiestas

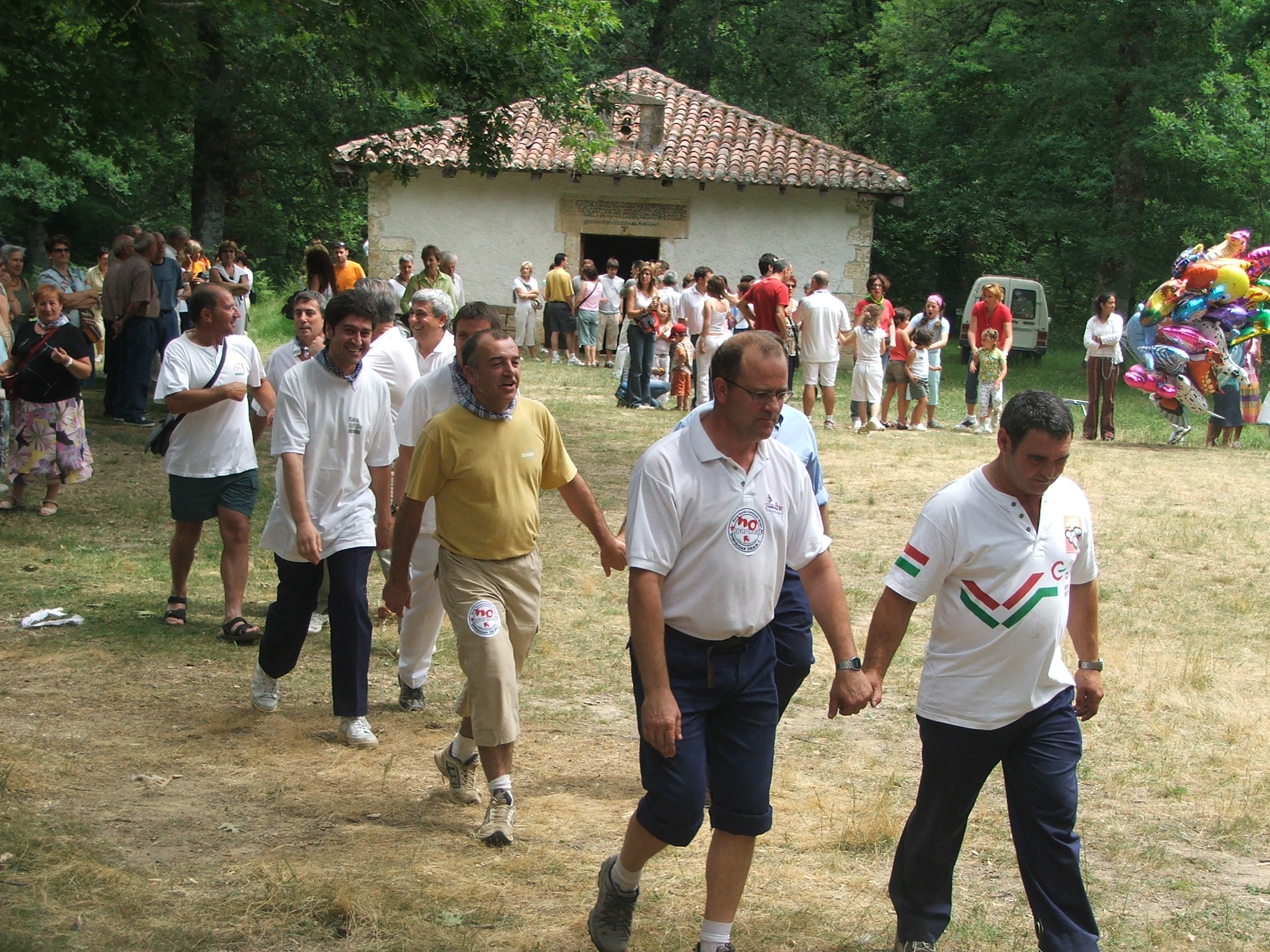
Romería de San Pedro